# Forma mezo
Forma mezo – termin odnoszący się do izomerów optycznych, które mimo posiadania centrum chiralności są nieczynne optycznie na skutek wewnętrznej kompensacji. Zjawisko to może występować w przypadku diastereoizomerów, z których część wykazuje czynność optyczną, a część nie.
Przykład dwóch enancjomerów i formy mezo jednego związku chemicznego (kwas winowy):
|                               |                   |                           |
| (naturalny) L-(+)-kwas winowy | D-(–)-kwas winowy | forma mezo kwasu winowego |